# Distrito Metropolitano de Quito
Le Distrito Metropolitano de Quito est situé dans la province de Pichincha en Équateur.